# Доценг
Доценг (калм. Дүүцңг) — посёлок в Приютненском районе Калмыкии, в составе Приютненского сельского муниципального образования.
Население - 29 (2010)

## История
Дата основания не установлена. Посёлок отмечен на карте РККА 1941 года. Скорее всего, оседлый посёлок, как и многие другие населённые пункты Калмыкии, возник в 1920-х в рамках политики перехода к оседлому образу жизни.
28 декабря 1943 года калмыцкое население было депортировано. Посёлок, как и другие населённые пункты Приютненского улуса, был передан в состав Ставропольского края. Возвращён в состав вновь образованной Калмыцкой автономной области в 1957 году.
Баваха сваха.

## География
Посёлок расположен в зоне сухих степей, в центральной части Кумо-Манычской низменности, к западу от озера Долгое, на высоте около 25 метров над уровнем моря. Рельеф местности равнинный. Почвы светло-каштановые солонцеватые и солончаковые.
По автомобильным дорогам расстояние до районного центра села Приютное составляет 7 км, до столицы Республики Калмыкия города Элиста - 73 км.
Часовой пояс
Доценг, как и вся Республика Калмыкия, находится в часовой зоне МСК (московское время). Смещение применяемого времени относительно UTC составляет +3:00.

## Население
| 2002 | 2010 |
| ---- | ---- |
| 72   | ↘29  |

Национальный состав
Согласно результатам переписи 2002 года большинство населения посёлка составляли калмыки (96 %)